# 1894 في الجزائر
الأحداث من عام 1894 في الجزائر.

## الحكم
- .الإحتلال الفرنسي

## الأحداث
- تأسيس معهد باستور الجزائر[1] ينتمي إلى شبكة معاهد باستور الدولية المتكونة من 33 معهدا تتعاون فيما بينها في مجالات الوقاية والحماية الصحية ومراقبة الأمراض المعدية والطفيلية على غرار فيروس فقدان المناعة المكتسبة (سيدا) والسل والملاريا والكوليرا، يقع في شارع سطاوالي الصغير، دالي إبراهيم بالجزائر العاصمة،[2]

## المواليد
- 4 يناير – إفاريست لافي بروفنسال (بالفرنسية: Évariste Lévi-Provençal) – مؤرخ، وكاتب، من المستشرقين، ومختص في علوم إسلامية، فرنسي – توفي في 1956.[3]
- مسعود بن زلماط – بطل شعبي عاش في منطقة الأوراس ثار ضد المستعمر الفرنسي، دامت ثورته من 1917 و انتهت 1921 تاريخ مقتله وإعتبرته السلطات الإستعمارية في ذلك الوقت كلص على عكس أهالي المنطقة الذين لازالوا إلى اليوم يتغنون ببطولاته. [4][5]